# Tramadol

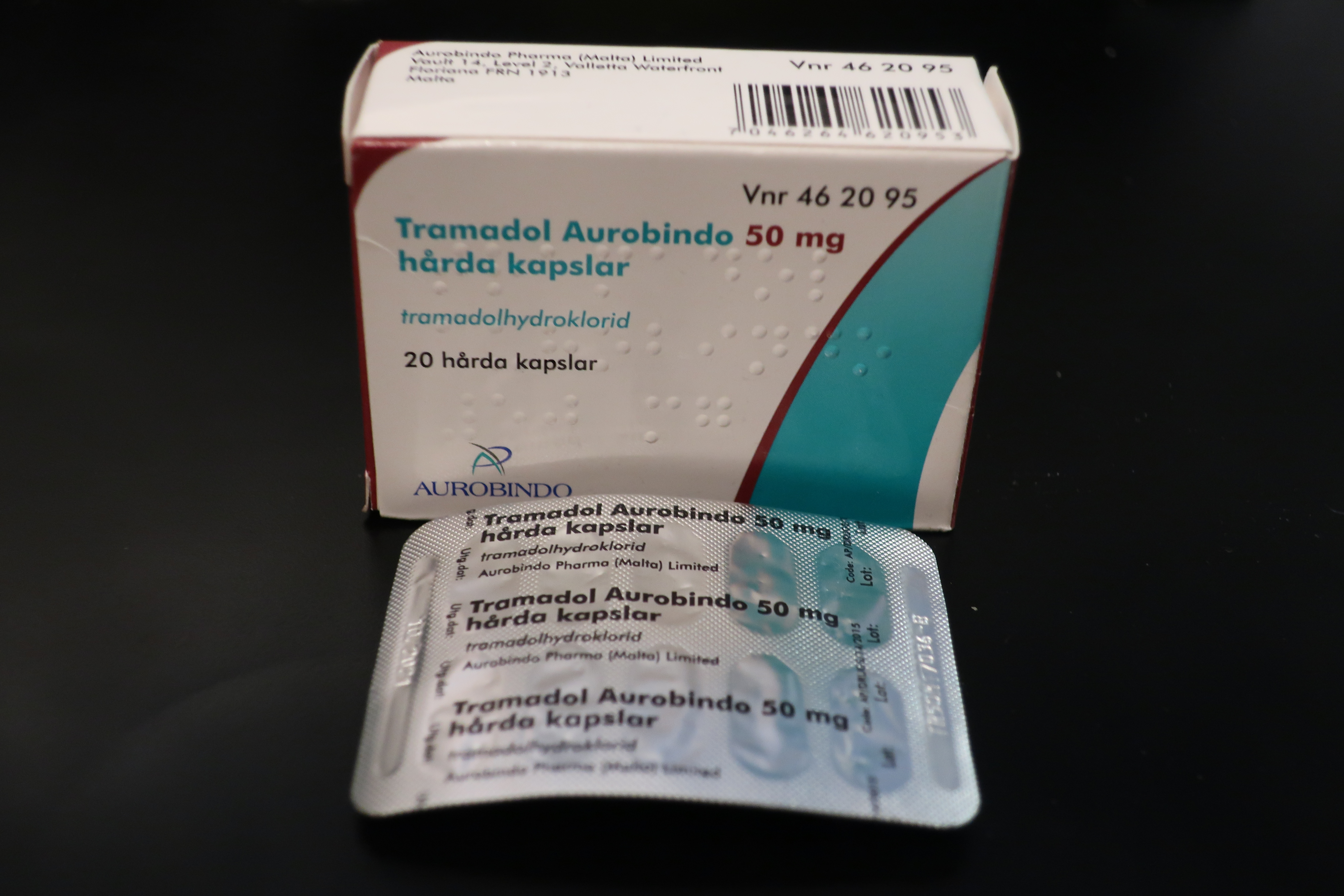
Tramadol Aurobindo 50 mg. Svensk förpackning.

Tramadol är en kemisk förening med summaformeln C16H25NO2 som är en syntetisk opioid. Ämnet är ett morfinliknande analgetikum, som används vid måttlig till svår akut och kronisk smärta. Tramadol är ett beroendeframkallande medel och vid långvarig användning kan tolerans, psykiskt och fysiskt beroende utvecklas. Risken är mindre vid kortare behandlingstid men utsättningssymptom kan förekomma även vid behandlingstid kortare än en månad. Vid normala doser har en beroendefrekvens på 1 av 8000 rapporterats, enligt FASS. Tramadol har varit under utredning vid Läkemedelsverket och den 1 december 2007 blev substansen narkotikaklassad i Sverige, dock med flera undantag. Tramadol var under några år det enda läkemedlet i sin klass som inte behövdes skrivas ut på särskild receptblankett, men Läkemedelsverket stramade åt reglerna 15 mars 2012. Substansen ingår i förteckning III, men finns för närvarande inte upptagen i förteckningarna i internationella narkotikakonventioner.
Tramadol är inte lämpligt som ersättningsmedel vid opioidberoende och kan inte undertrycka abstinenssymptom av morfin.
Biotillgängligheten vid oralt intag är omkring 70% som ökar efter regelbundet intag.
Den huvudsakliga aktiva metaboliten av tramadol är O-desmetyltramadol.
Det har hävdats att ämnet hittats naturligt i busken Nauclea latifolia, men det har klarlagts med kol-14-analys att dessa fynd måste ha syntetiskt ursprung.

## Interaktioner
Tramadol interagerar med en rad olika läkemedel. I kombination med warfarin (Waran) kan effekten av warfarin förstärkas. Vid samtidig användning av sömnmedel eller lugnande medel förstärks den andningsdeprimerande effekten av tramadol. Tramadol i kombination med läkemedel som påverkar nivån av serotonin, som selektiva serotoninåterupptagshämmare (SSRI) och serotonin-noradrenalinåterupptagshämmare (SNRI), ökar risken för serotonergt syndrom. Vanliga exempel på SSRI använda i Sverige är citalopram och sertralin, medan vanliga SNRI är venlafaxin och duloxetin. Vidare kan kombination mellan tramadol och SSRI, SNRI, tricykliska antidepressiva eller antipsykotiska läkemedel leda till utlösandet av krampanfall.

## Utsättningsproblem och beroende
Riskfaktorer för att utveckla beroende av tramadol är långtidsbehandling och tidigare missbruksproblem, exempelvis alkohol- eller läkemedelsmissbruk.
Under tidsperioden 1996 till 2005 fick Läkemedelsverket in 71 biverkningsrapporter om abstinensbesvär och utsättningssymptom vid tramadolbehandling. Utsättningssymptom sågs även efter normal dosering och vid korttidsbehandling. På grund av obehagliga utsättningssymptom valde en del av de patienter som försöker trappa ned själv att fortsätta ta läkemedlet trots att smärtlindringen inte längre behövdes.
Vid beroende och abstinensproblem kan vård behövas. Symptomlindrande läkemedel samt öronakupunktur används som behandling under nedtrappningen.
Yrsel och illamående är vanliga biverkningar av tramadolhydroklorid.

## Varunamn
Tramadol säljs under varunamn som Gemadol, Dolatramyl, Nobligan, Tiparol, Tradolan, Tramadol, Tramamerck Retard, Ultram (paracetamol/tramadolhydroklorid), Zamadol, Dolol.

## Identifikatorer
ATC-kod N02AX02 

PubChem 33741 

DrugBank APRD00028 

ChemSpiderID 31105